# Nuzov
Nuzov je malá vesnice, část obce Paseky v okrese Písek v Jihočeském kraji. Nachází se asi 1,5 kilometru jižně od Pasek. Je zde evidováno 15 adres. V roce 2011 zde trvale žilo osm obyvatel.
Nuzov leží v katastrálním území Paseky u Písku o výměře 25,18 km².

## Historie
První písemná zmínka o vesnici pochází z roku 1748. Ves byla založená lesními dělníky z nedalekých Semic kolem roku 1710.[zdroj?] Nuzovem vedla stará císařská cesta z Písku do Českých Budějovic. Vybíralo se zde mýto, bývala zde budova Mejtovny. Ve vesnici prosperovalo několik zájezdních hostinců (u Houdků čp. 4, u Horníků čp. 8, u Peklů čp. 5). Poslední hostinec byl zrušený roku 1948. V čp. 1 u Šoudelů byla myslivna. V čp. 3 u Cimburů bývala hajnice. V druhé polovině 18. století byla postavená návesní kaple. V třicátých letech minulého století zde žilo sto obyvatel. Tento počet se postupně snižoval. V roce 1890 byla zasazena staletá lípa a vedle ní byl vztyčen kříž.

## Obyvatelstvo
| Rok            | 1869 | 1880 | 1890 | 1900 | 1910 | 1921 | 1930 | 1950 | 1961 | 1970 | 1980 | 1991 | 2001 | 2011 | 2021 |
| -------------- | ---- | ---- | ---- | ---- | ---- | ---- | ---- | ---- | ---- | ---- | ---- | ---- | ---- | ---- | ---- |
| Počet obyvatel | 110  | 109  | 98   | 104  | 100  | 88   | 76   | 45   | 40   | 39   | 24   | 10   | 7    | 8    | 21   |
| Počet domů     | 14   | 15   | 15   | 15   | 15   | 15   | 15   | 15   | 14   | 12   | 11   | 10   | 14   | 14   | 14   |

## Obecní správa
Při sčítání lidu v letech 1880–1959 Nuzov byl osadou obce Paseky v okrese Písek. V letech 1960–1990 byla částí obce Tálín v okrese Písek. Od 24. listopadu 1990 je opět částí obce Paseky v okrese Písek.

## Pamětihodnosti
- Návesní kaple je zhruba uprostřed vesnice.[10] Nad vchodem do kaple je tento nápis: Pochválen buď Pán Ježíš Kristus
- Pod Nuzovským vrškem u staleté lípy se nachází kříž na vysokém kamenném podstavci. Kříž nechal vztyčit místní občan Matěj Žofka okolo roku 1890. Na obdélníkovém štítku je tento nápis: POCHVÁLEN BUĎ PÁN JEŽÍŠ KRISTUS
- U křížku pod Nuzovským vrchem roste staletá lípa. Byla zasazená okolo roku 1890. Původně byly zasazeny dva stromy, ale jedna lípa uschla. Také je zasadil Matěj Žofka.
- Stará císařská silnice, která vedla z Písku do Českých Budějovic. Místo pod Nuzovským vrškem bylo pokládané za nejkrásnější část této silnice.

## Galerie

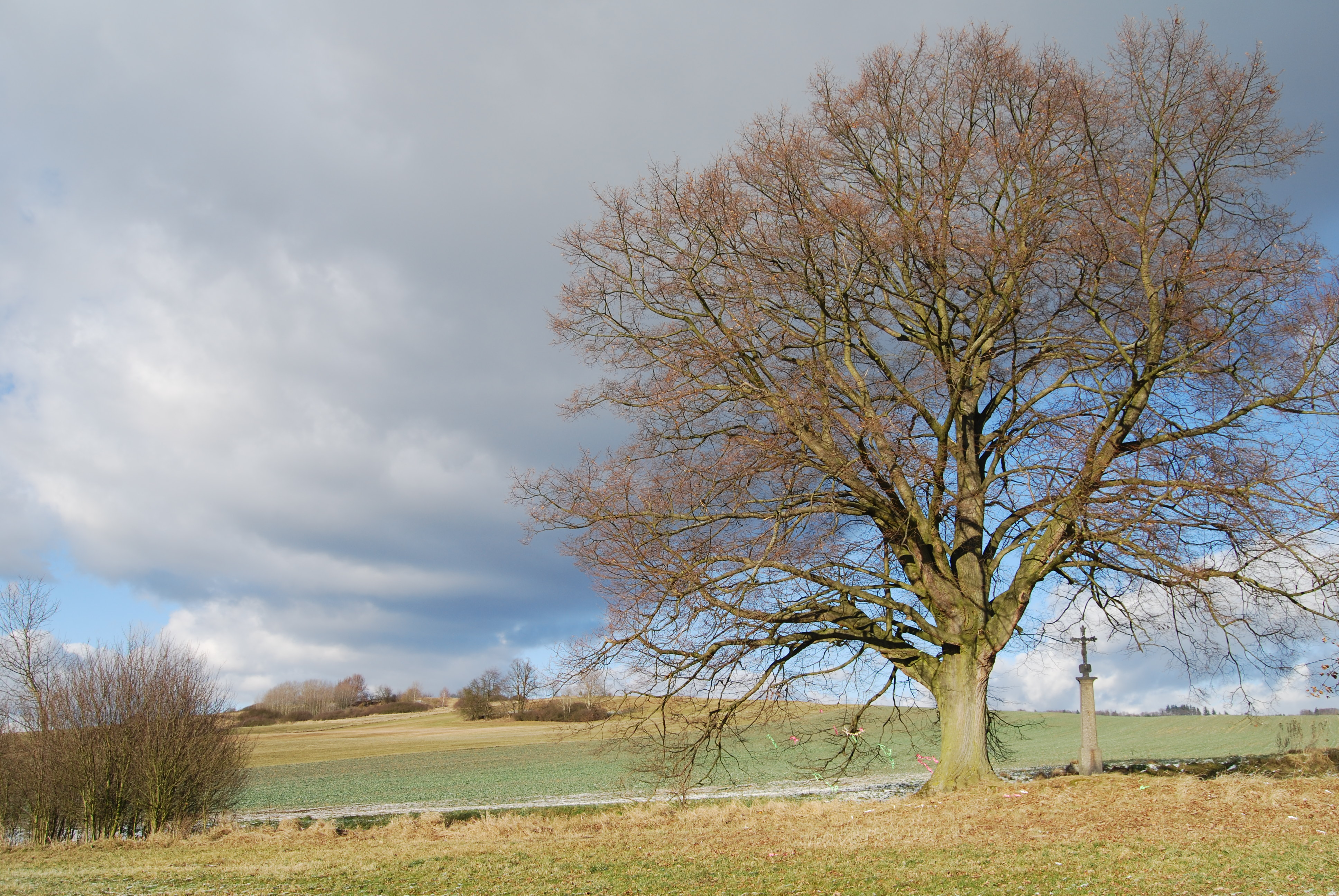
Nuzovský vršek, staletá lípa
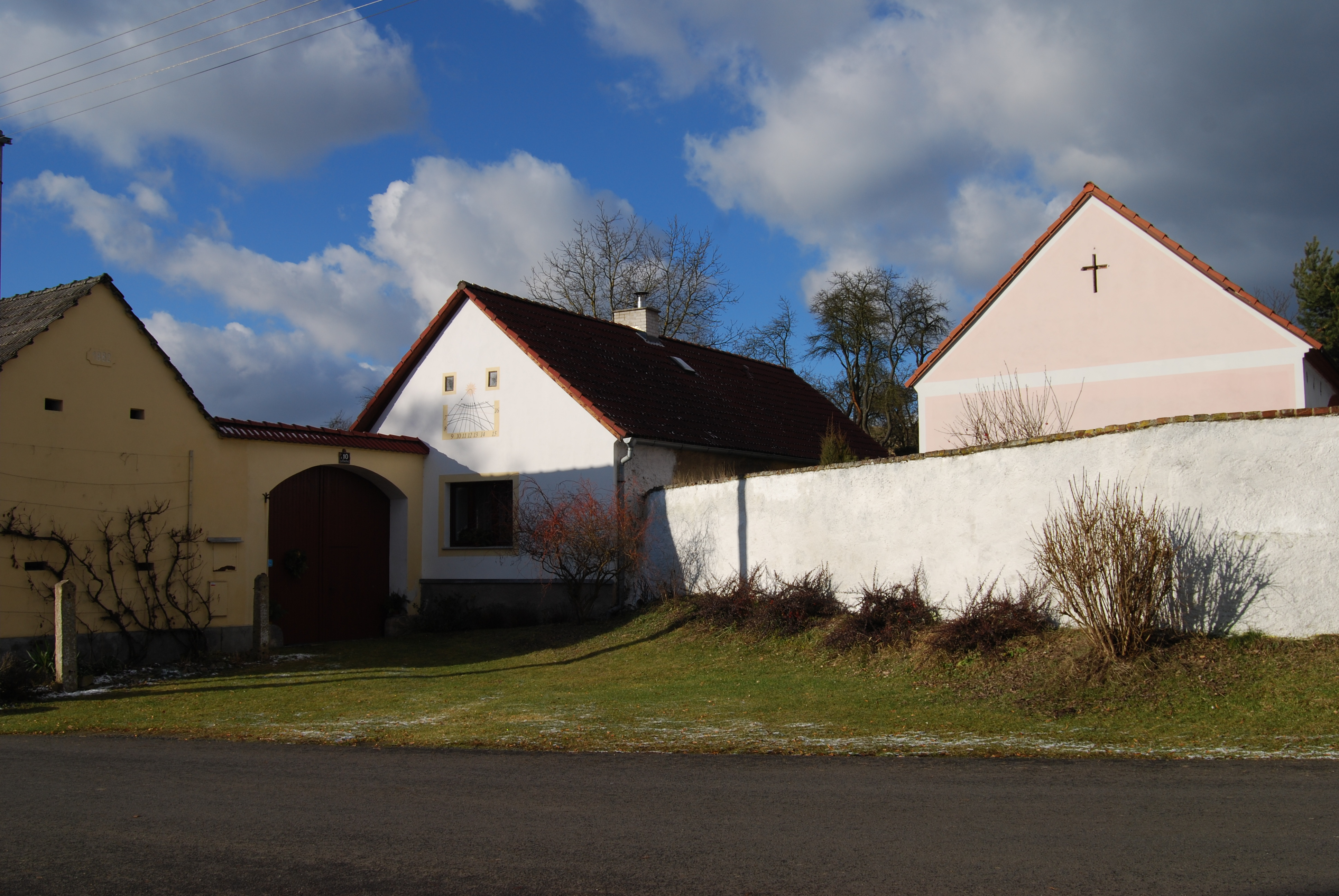
Stavení ve vsi
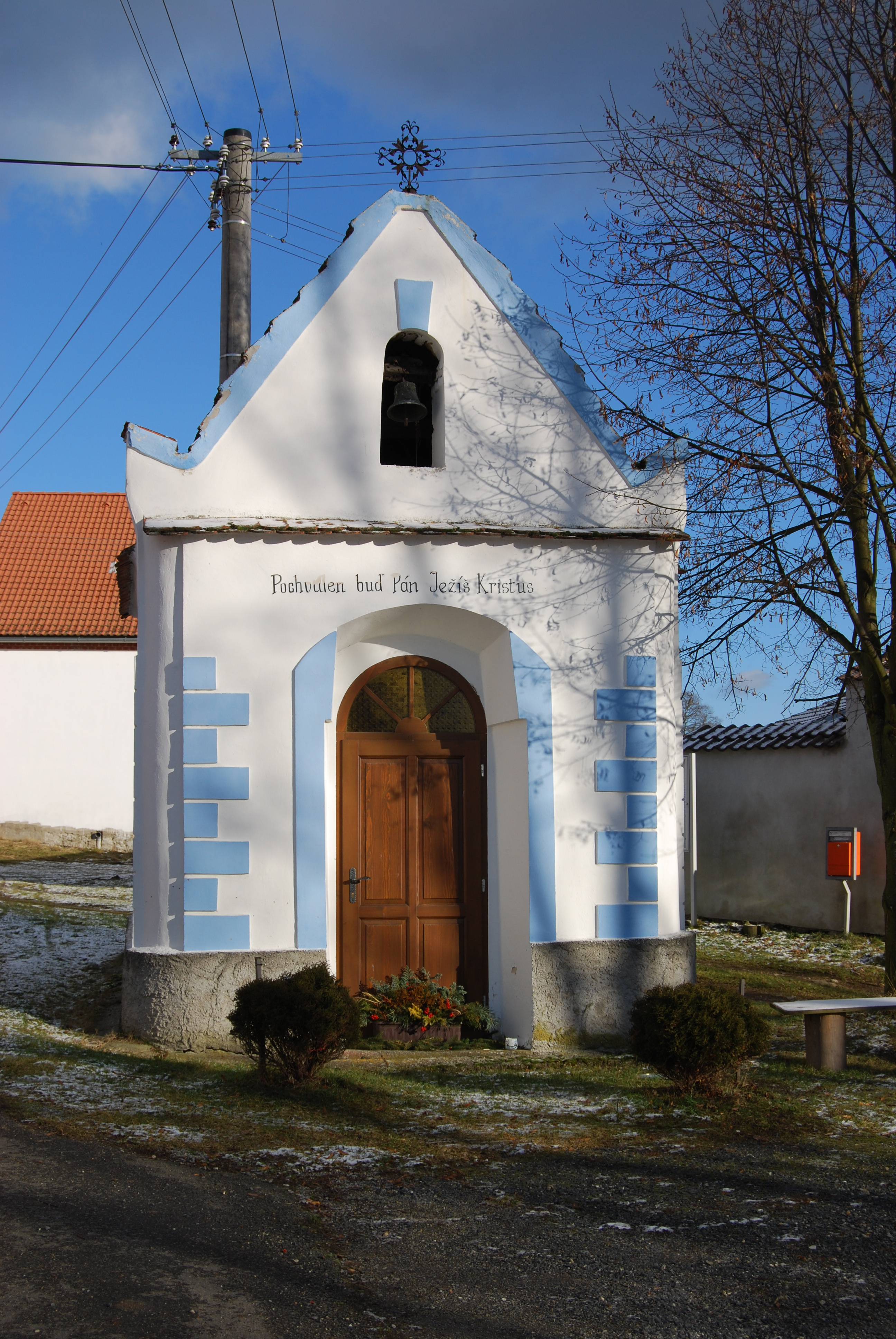
Návesní kaple
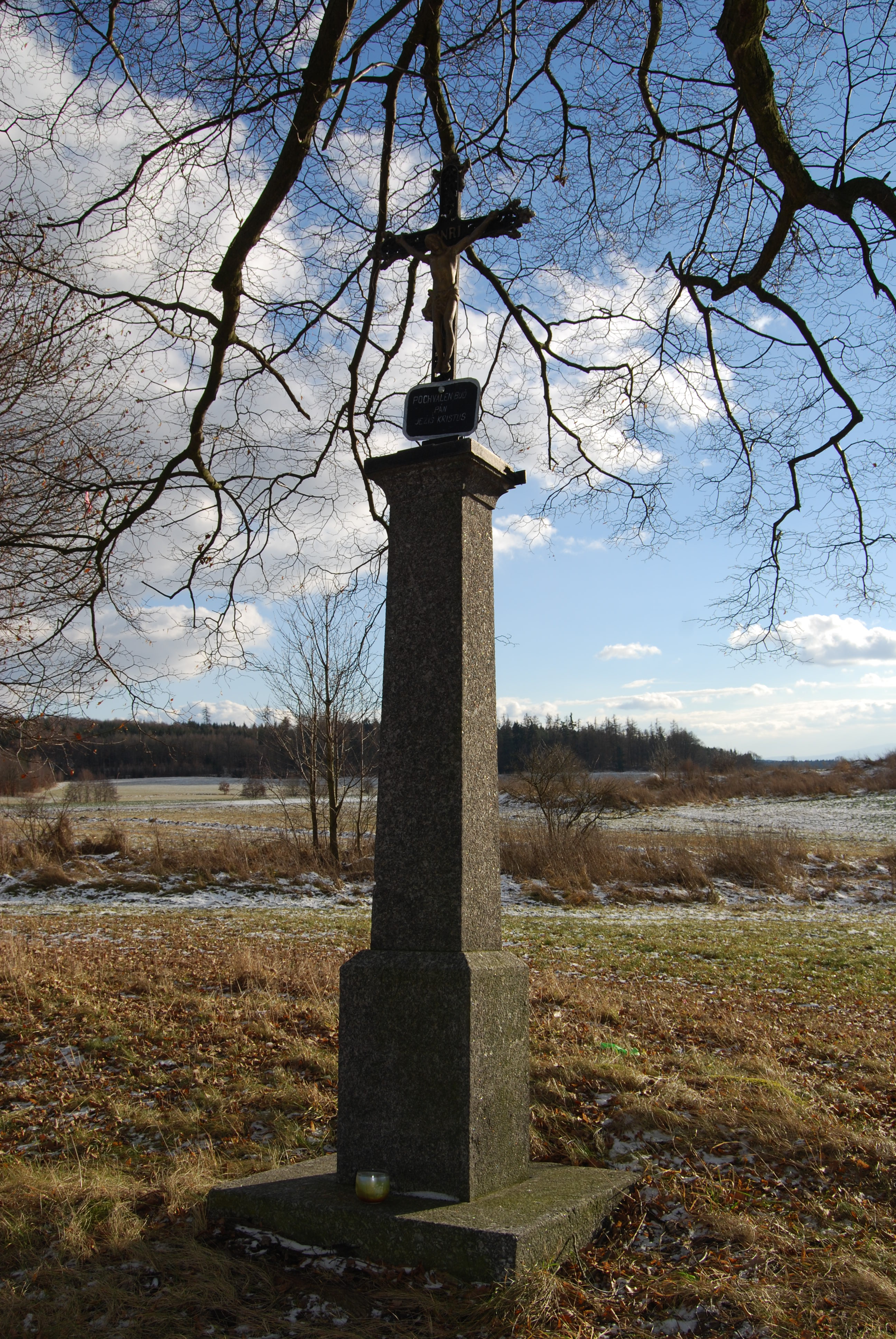
Kříž u lípy